# Ceracis punctulatus
Ceracis punctulatus är en skalbaggsart som beskrevs av Thomas Casey 1898. Ceracis punctulatus ingår i släktet Ceracis och familjen trädsvampborrare.

## Underarter
Arten delas in i följande underarter:
- C. p. punctulatus
- C. p. rubriculus